# Daphnella peripla
Daphnella peripla är en snäckart som först beskrevs av Dall 1881.  Daphnella peripla ingår i släktet Daphnella och familjen kägelsnäckor. Inga underarter finns listade i Catalogue of Life.